# Mokena
Mokena is een plaats (village) in de Amerikaanse staat Illinois, en valt bestuurlijk gezien onder Will County.

## Demografie
Bij de volkstelling in 2000 werd het aantal inwoners vastgesteld op 14.583. In 2006 is het aantal inwoners door het United States Census Bureau geschat op 18.279, een stijging van 3696 (25,3%).

## Geografie
Volgens het United States Census Bureau beslaat de plaats een oppervlakte van 15,5 km², geheel bestaande uit land. Mokena ligt op ongeveer 204 m boven zeeniveau.

## Plaatsen in de nabije omgeving
De onderstaande figuur toont nabijgelegen plaatsen in een straal van 8 km rond Mokena.